# Novaculoides macrolepidotus
Genre
Espèce
Le labre des herbiers (Novaculoides macrolepidotus) est une espèce de poissons de la famille des Labridae, de l'ordre des Perciformes, seul représentant du genre Novaculoides. 

## Habitat et répartition
C'est un poisson tropical de l'océan Indien occidental, que l'on rencontre principalement dans les herbiers marins à faible profondeur. 

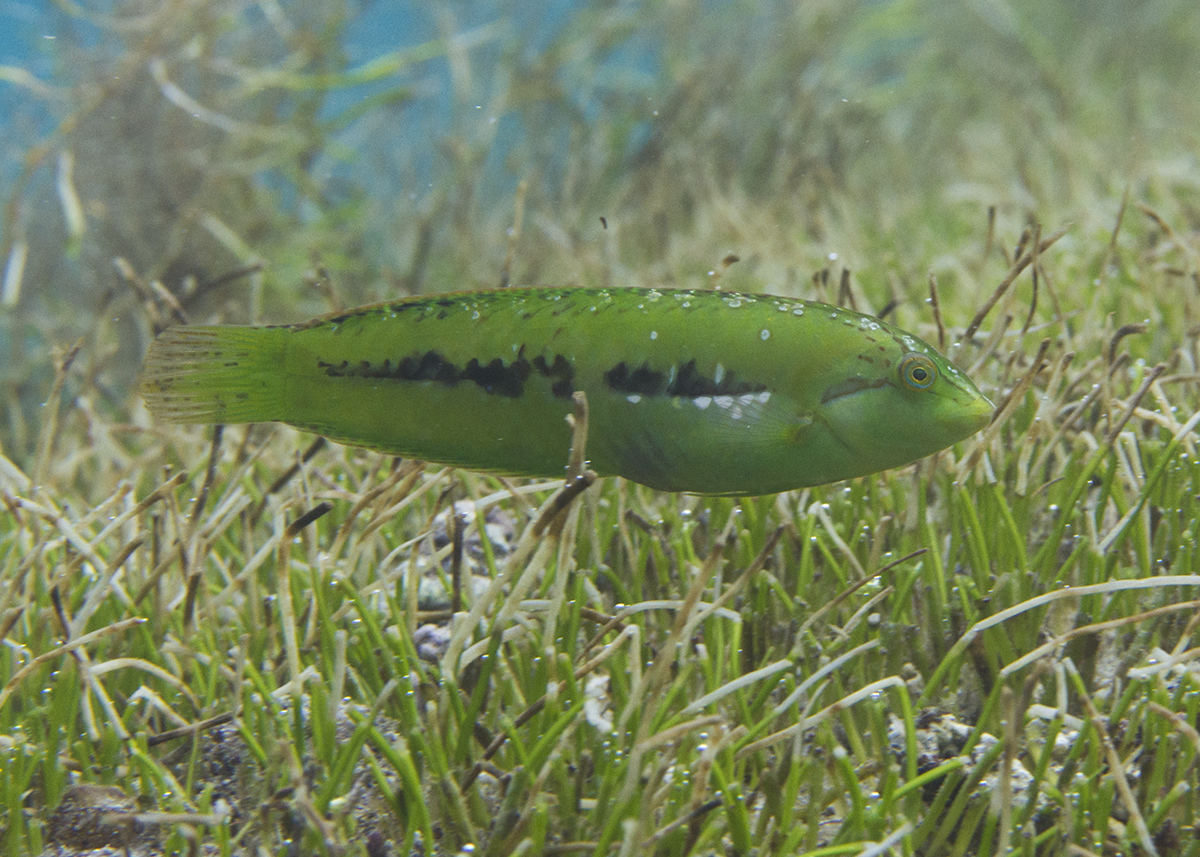
Phase initiale (femelle)
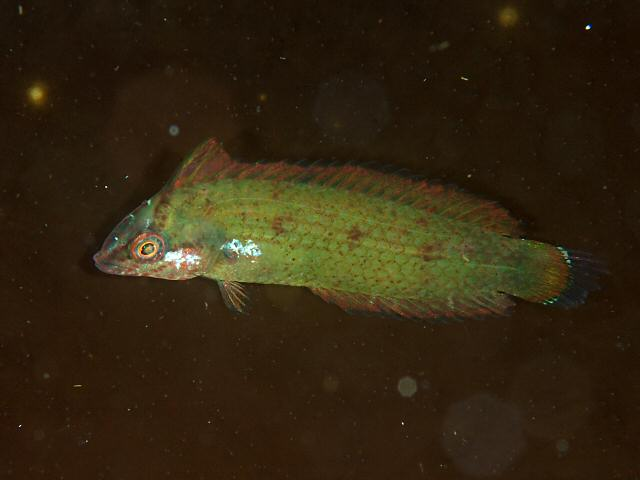